# Biserica de lemn din Horodnic de Sus
Biserica de lemn „Sfântul Dumitru” din Horodnic de Sus este un lăcaș de cult ortodox construit în anii 1790-1791 în satul Horodnic de Sus din comuna omonimă aflată în județul Suceava. Edificiul religios se află localizat în cimitirul sătesc și are hramul Sfântul Dumitru, sărbătorit la data de 26 octombrie.
Biserica de lemn din Horodnic de Sus a fost inclusă pe Lista monumentelor istorice din județul Suceava din anul 2015 la numărul 275, având codul de clasificare  SV-II-m-B-05557. Pe această listă, monumentul figurează eronat ca fiind situat în satul Horodnic de Jos, comuna Horodnic, deși, în anul 2003, comuna Horodnic s-a divizat, formându-se două comune noi: Horodnic de Jos și Horodnic de Sus.

## Istoricul bisericii
În jurul anului 1790, s-a construit pe Dealul Osoi din satul Horodnic de Sus (vechea vatră a satului) o biserică de lemn, care a fost târnosită în același an. Vechimea bisericii este atestată de o serie de inscripții aflate pe catapeteasmă. Astfel, sub icoana împărătească se află inscripția „IIS-HS, 1790”, iar la partea superioară a ușii diaconești este înscris anul „1791”. Pe scheletul de lemn al catapetesmei sunt înscriși și autorii picturilor („Am zugrăvit de Toader Zugravu și Maria această Catapeteasmă”), precum și cei care au contribuit la procurarea lor.
Devenită neîncăpătoare, biserica a fost extinsă prin adăugarea unui pronaos, după cum atestă o inscripție aflată pe o friză de icoane aflate pe peretele despărțitor: „s-au mărit Dumitru Sosnovici paroh, 1825”. Extinderea bisericii se pare că nu a fost suficientă. Unii autori consideră că în anul 1853 s-a adăugat actualul pridvor cu cerdac deschis.
Dimpotrivă, alți autori (printre care și Gh. Bratiloveanu și Mihai Spânu, autorii monografiei „Monumente de arhitectură în lemn din Ținutul Sucevei”, publicată în 1985) afirmă că în 1853 s-a adus în sat o nouă biserică, care data tot de la sfârșitul secolului al XVIII-lea. Ei argumentează că pe spatele icoanei Mântuitorului de pe catapeteasmă se află inscripția următoare: „S-au adus biserica în anul 1853; am tîrnosit biserica anul 1858”. În noul lăcaș de cult au fost montate catapeteasma și icoanele din biserica veche. Târnosirea noii biserici a avut loc în 1858. Biserica anterioară ar fi fost donată sau vândută locuitorilor satului Sadău, unde a funcționat până în 1878, când a fost desfăcută. Locul altarului a fost marcat printr-o cruce de piatră.
În curtea bisericii se află o cruce de piatră cu următoarea inscripție: „Aciastă sf(â)ntă cruce sau făcut cu cheltuiala robului (lui) Dumnezeu Ioan Moroșan din Horodnic de Sus spre pomenire (în) veci. 1854”.
Cu timpul, la sfârșitul secolului al XIX-lea, biserica de lemn a devenit neîncăpătoare pentru obștea locală. În septembrie 1888, pe spezele „anlistului” comunal Zaharie Zub, a fost zidit un turn clopotniță cu două etaje la intrarea în cimitir. În anul 1899, a fost construită în apropiere de biserica de lemn o biserică de zid cu o cupolă impunătoare.

## Arhitectura bisericii
Biserica de lemn din Horodnic de Sus este construită din bârne de stejar masive, cioplite în patru muchii și îmbinate în „coadă de rândunică”. Streașina largă este sprijinită pe console în retrageri, cu tăieturi curbilinii în profil și pe căpriori masivi. Acoperișul este înalt, cu pante repezi și are o învelitoare din tablă zincată. Absidele laterale și pridvorul au acoperișuri separate, marcate cu cruci.
Biserica are formă de cruce (plan triconc), cu abside pentagonale. Lăcașul de cult este prevăzut cu o ușă (în peretele sudic al pronaosului) și cu cinci ferestre cu gratii (una în axa altarului, una în proscomidiar, una în diaconicon și câte una în pereții laterali ai naosului).
În interior, biserica este împărțită în patru încăperi: pridvor, pronaos, naos și altar. Pridvorul are formă dreptunghiulară (3.00x3.50 metri) și este deschis, având un parapet median din bârne. Stâlpi cu secțiunea pătrată susțin cosoroaba și sunt racordați la grinda superioară prin câte două umerașe cu decupaj geometric, fixate în cuie de lemn. Intrarea în biserică se face pe o ușă (0.95x2.00 metri) situată în peretele sudic al pronaosului.
Pronaosul are formă dreptunghiulară (5.50x6.00 metri), cu o fereastră simplă pe latura de sud (0.60x0.70 metri) și o fereastră biforă pe latura de vest (0.95x1.15 metri). La partea superioară, el are o boltă centrală sprijinită pe un contur octogonal. Între pronaos și naos se află un perete despărțitor de bârne, în care s-au practicat două ferestre de 0.60x0.70 metri, lipsite de elemente decorative.
Naosul are o formă dreptunghiulară (4.80x5.80 metri), cu două abside pentagonale dispuse simetric. Aici se află patru ferestre: câte una în absidele laterale și în pereții laterali. Inițial, în naosul actual era cuprinsă și „tinda muierilor”. Ulterior, naosul a fost extins spre vest, unde s-a construit pronaosul.
Altarul are o absidă de formă pentagonală, iar catapeteasma dispusă avansat (cu 1.50 metri față de decroșul absidei) formează în părțile laterale două nișe: diaconiconul (în sud) și proscomidiarul (în nord). În această încăpere se află trei ferestre: una dreptunghiulară în axa absidei (0.60x0.70 metri), una mai mică în peretele sudic al absidei (0.40x0.50 metri) și o a treia în peretele estic al proscomidiarului (0.30x0.40 metri). Deasupra altarului se află o boltă octogonală.

## Imagini

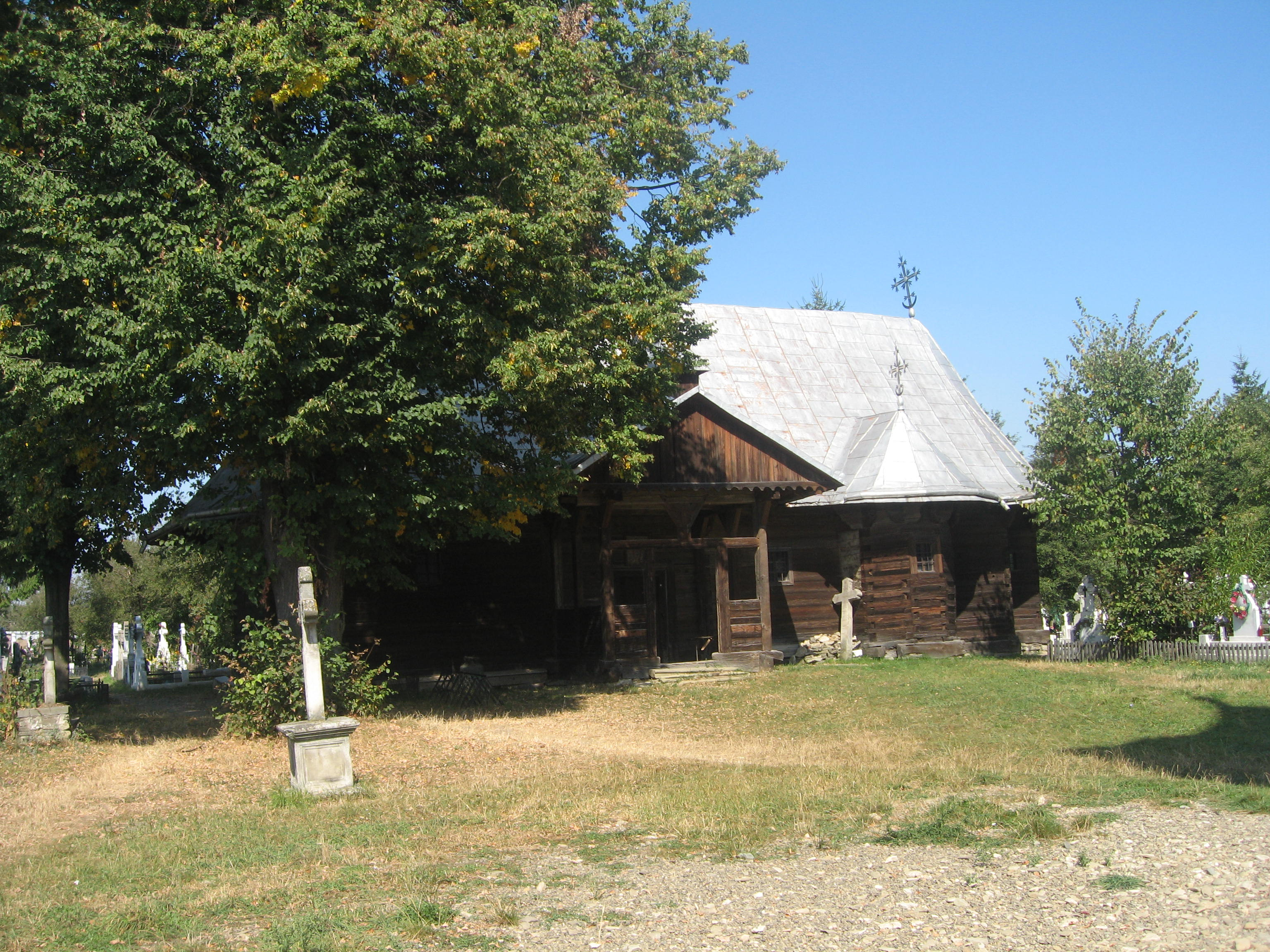
Biserica pe latura sudică
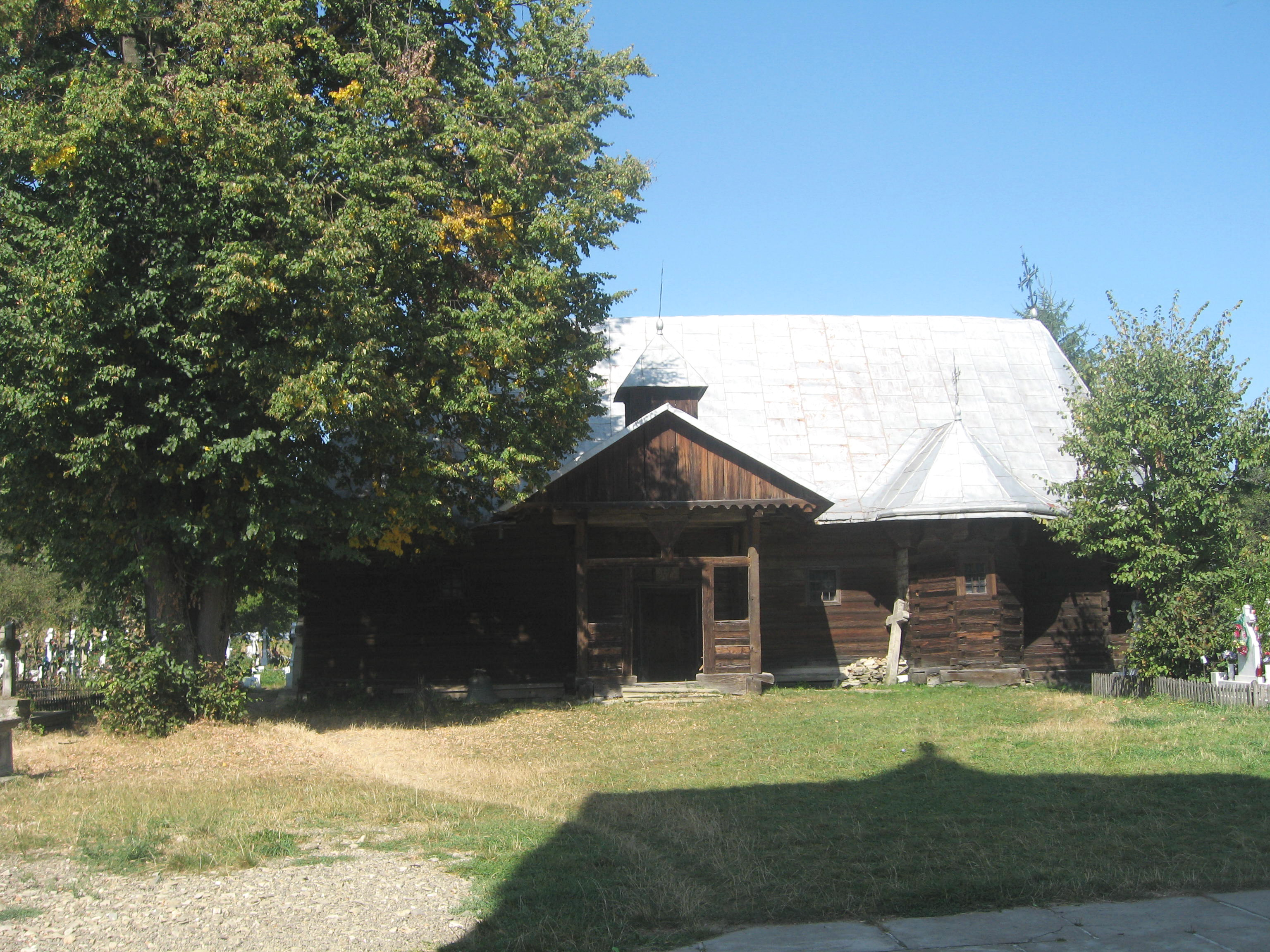
Biserica pe latura sudică
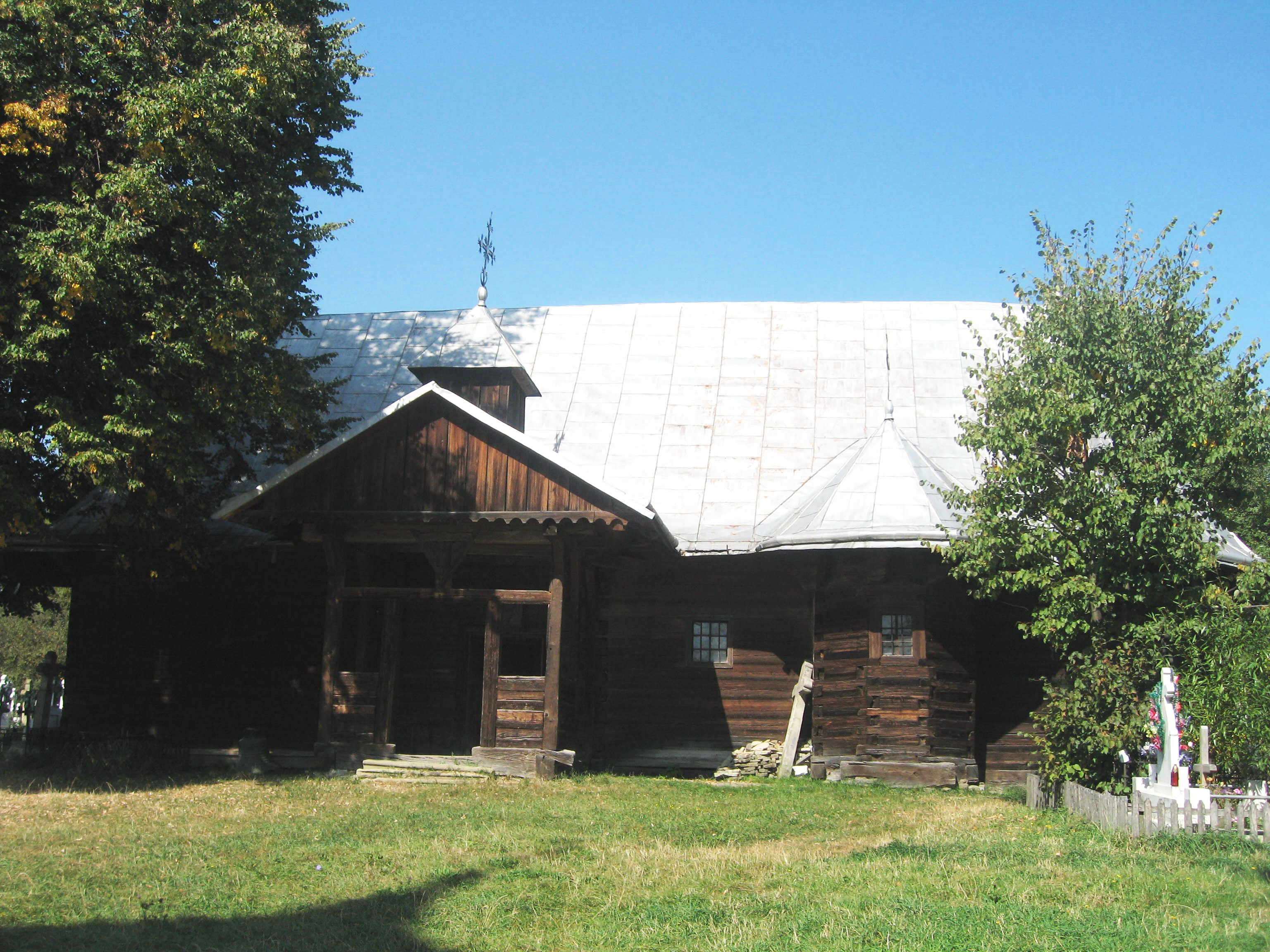
Biserica pe latura sudică
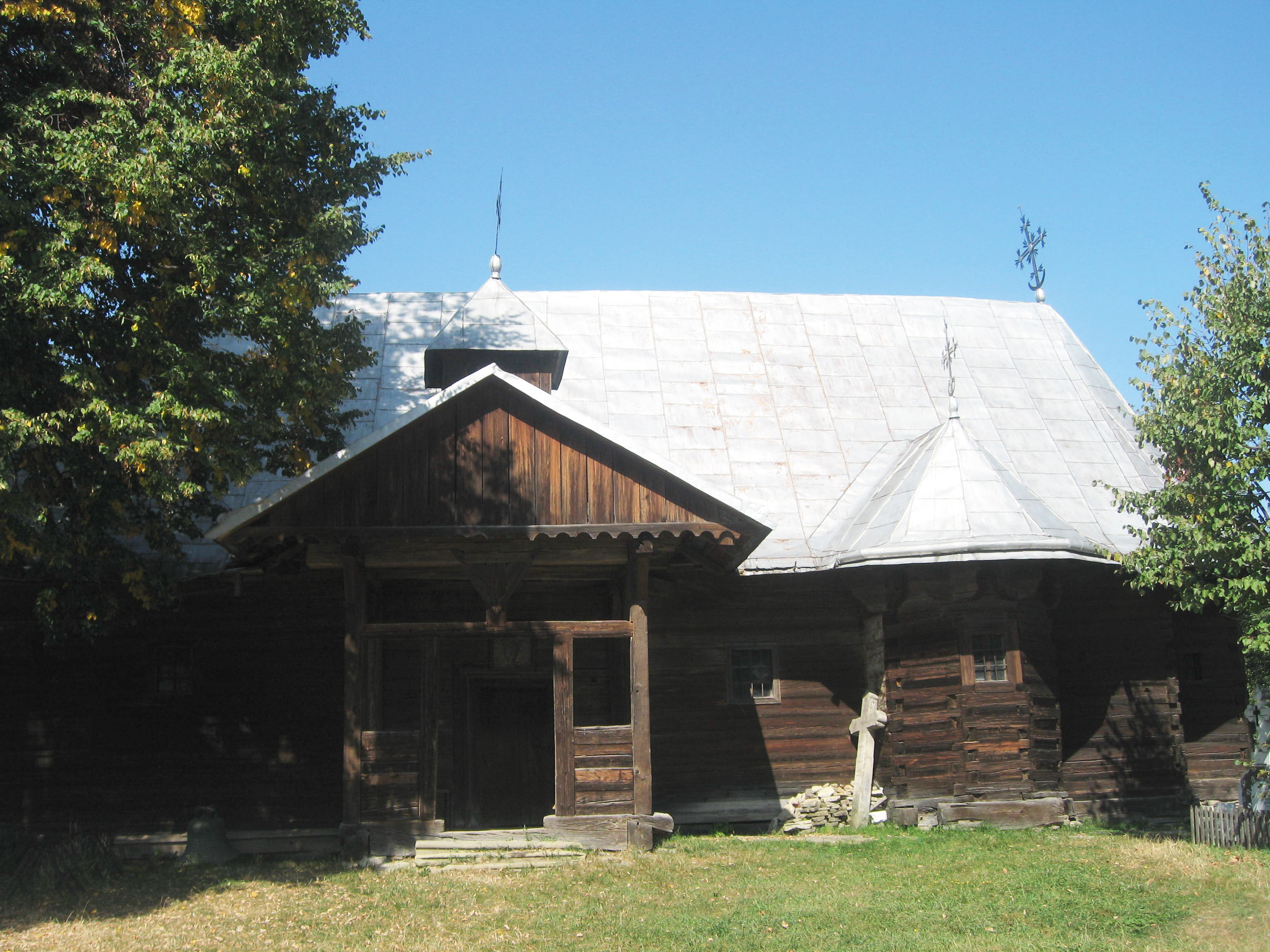
Biserica pe latura sudică
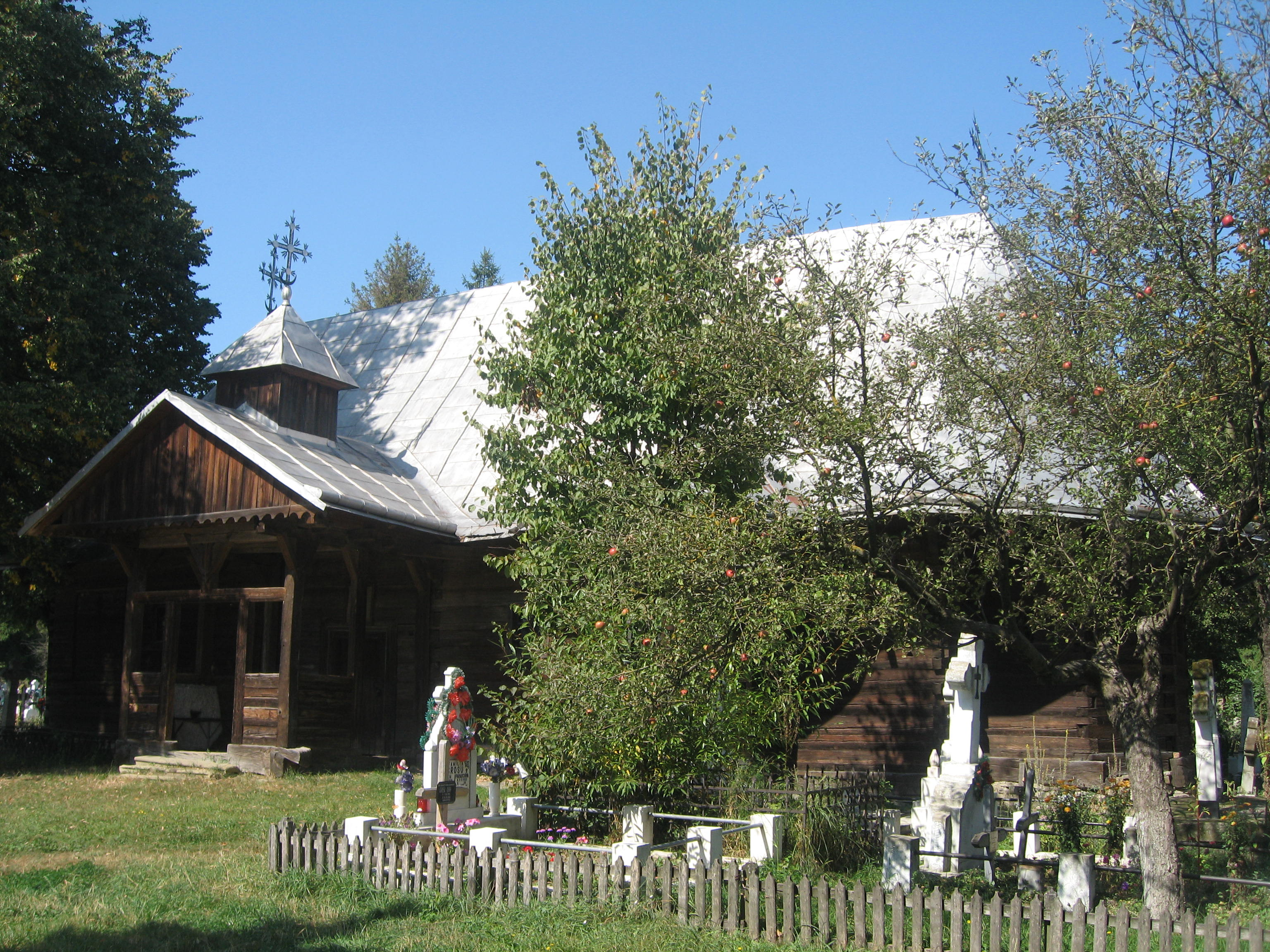
Biserica pe latura sud-estică
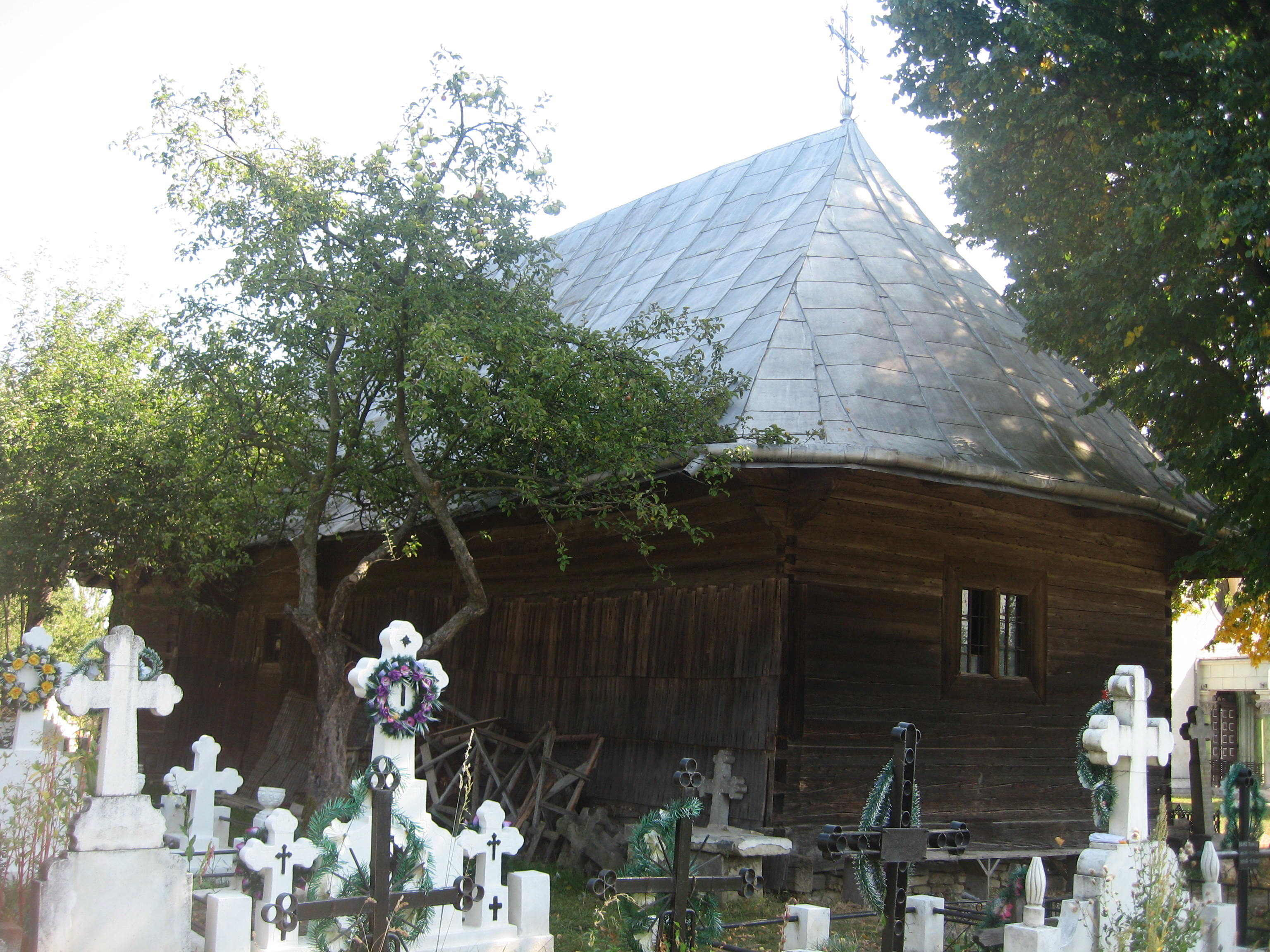
Biserica pe latura nord-vestică
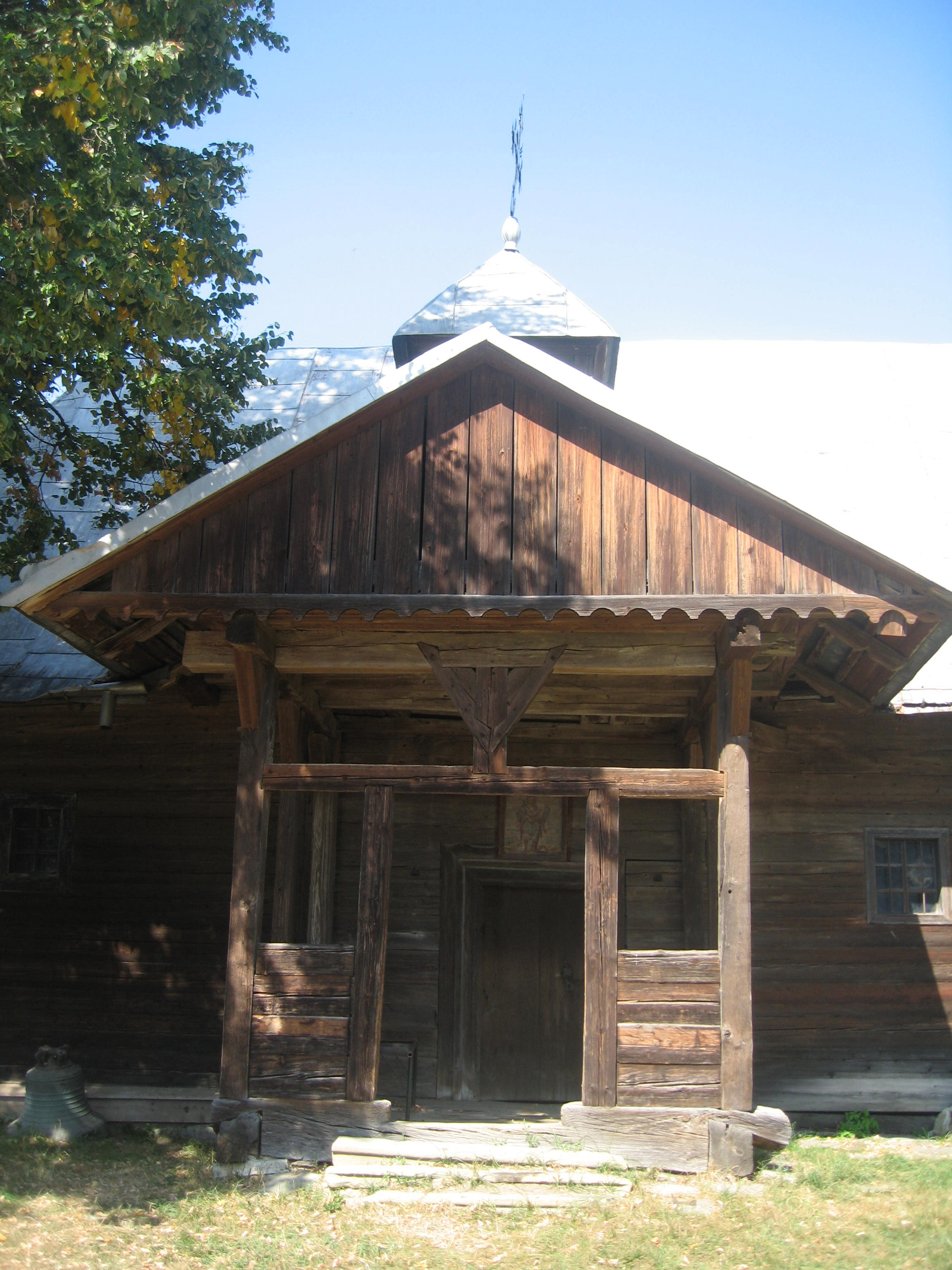
Pridvorul bisericii
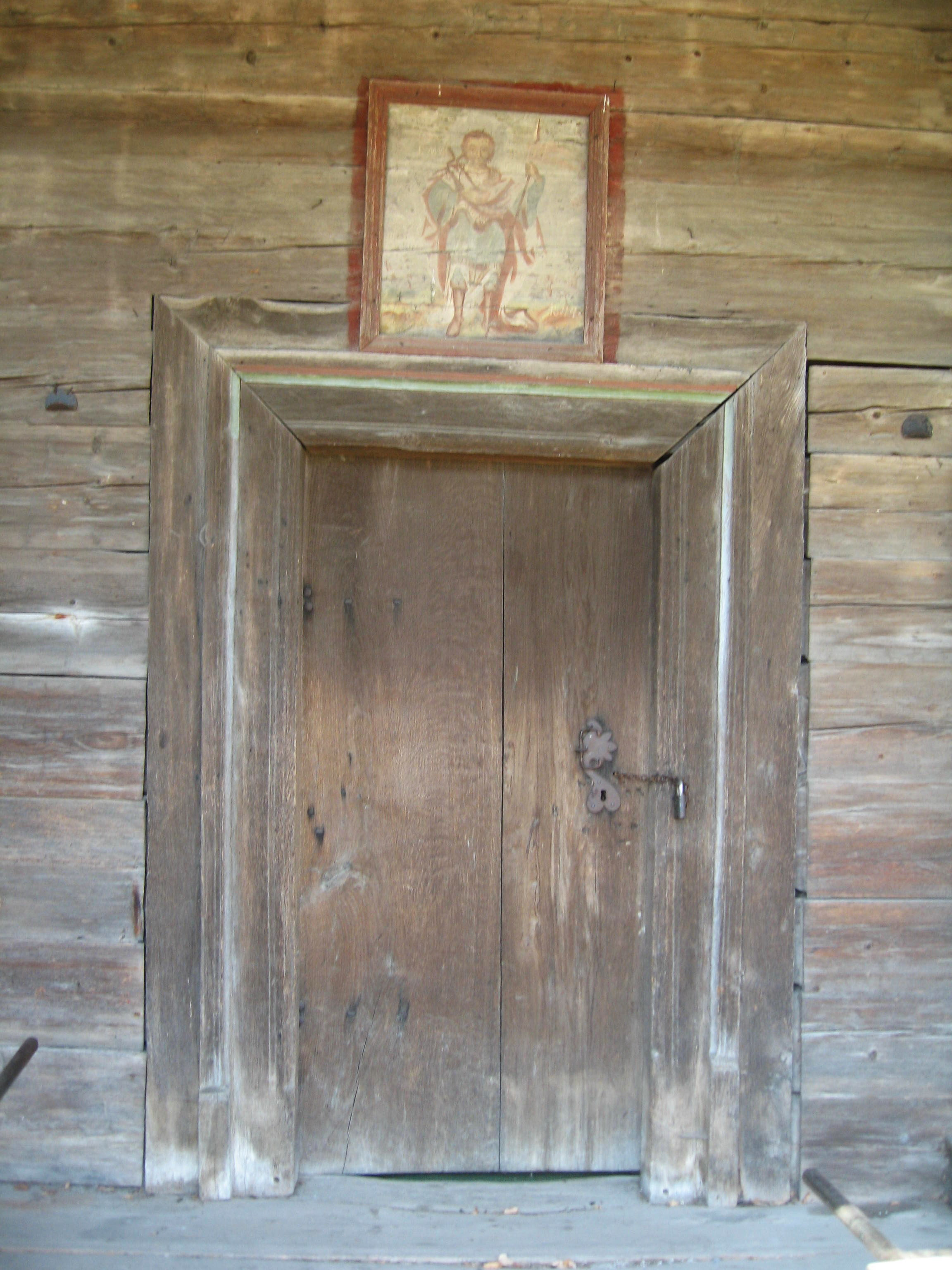
Ușa de intrare în biserică
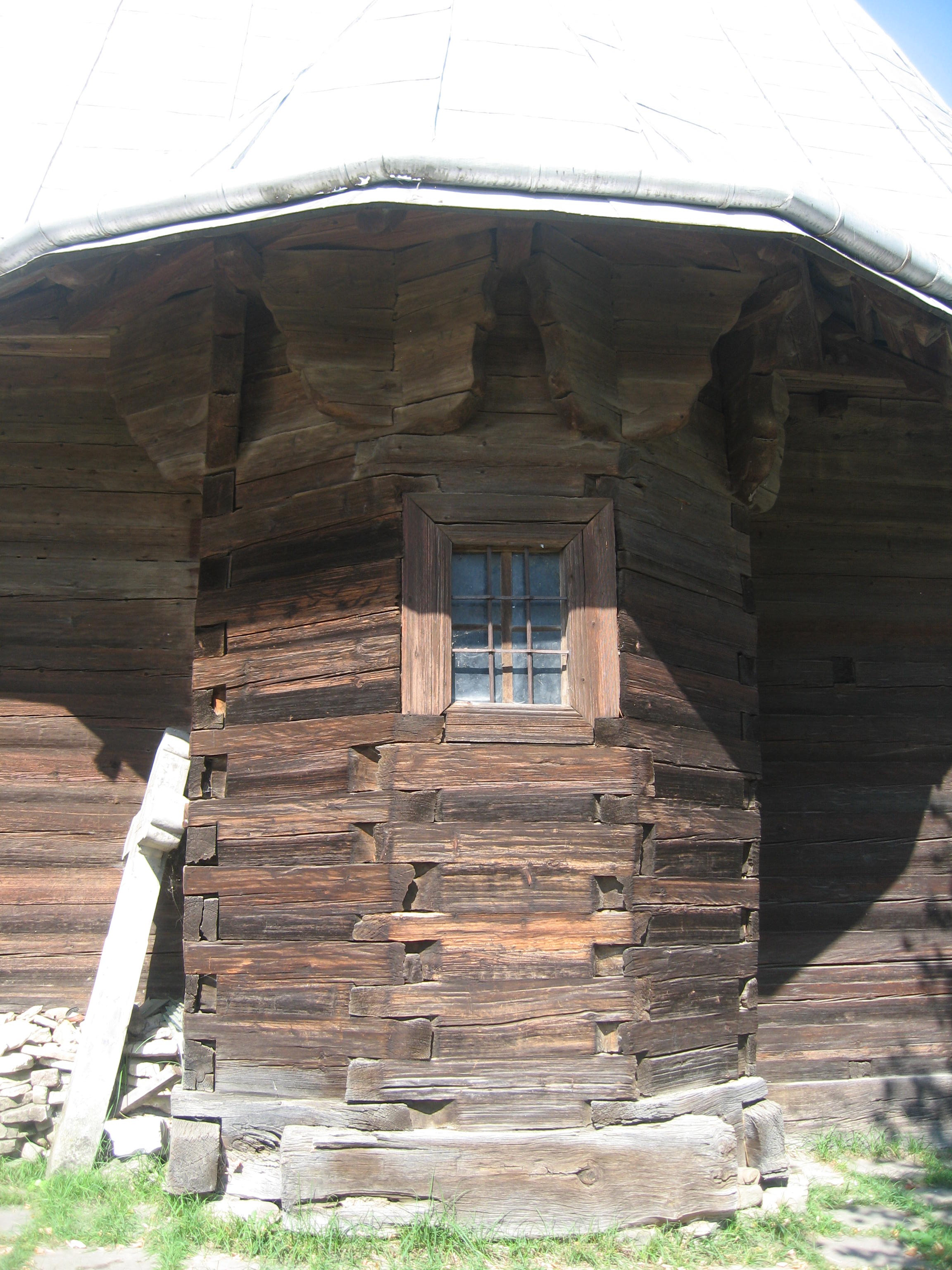
Absida laterală sudică
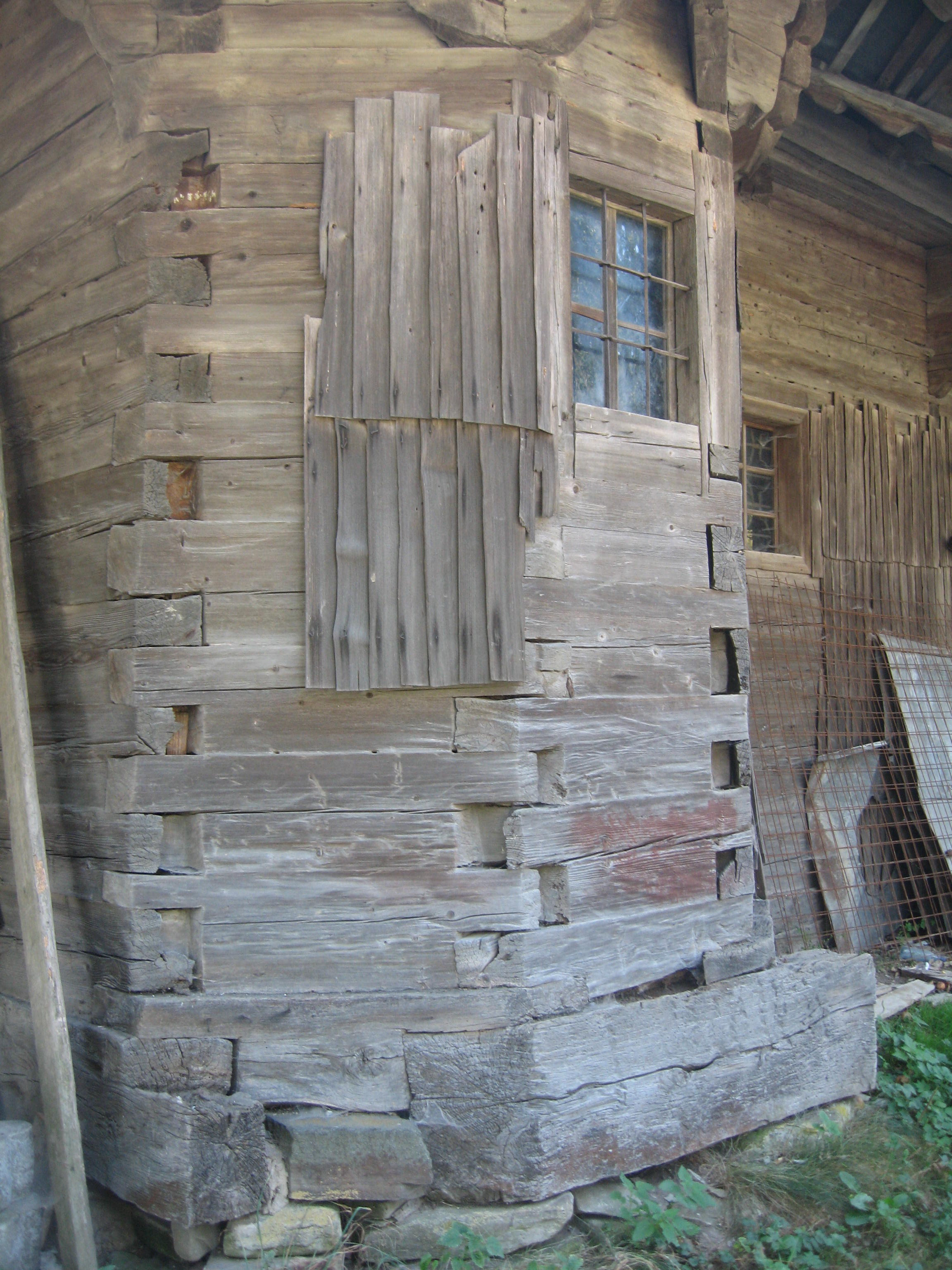
Absida laterală nordică
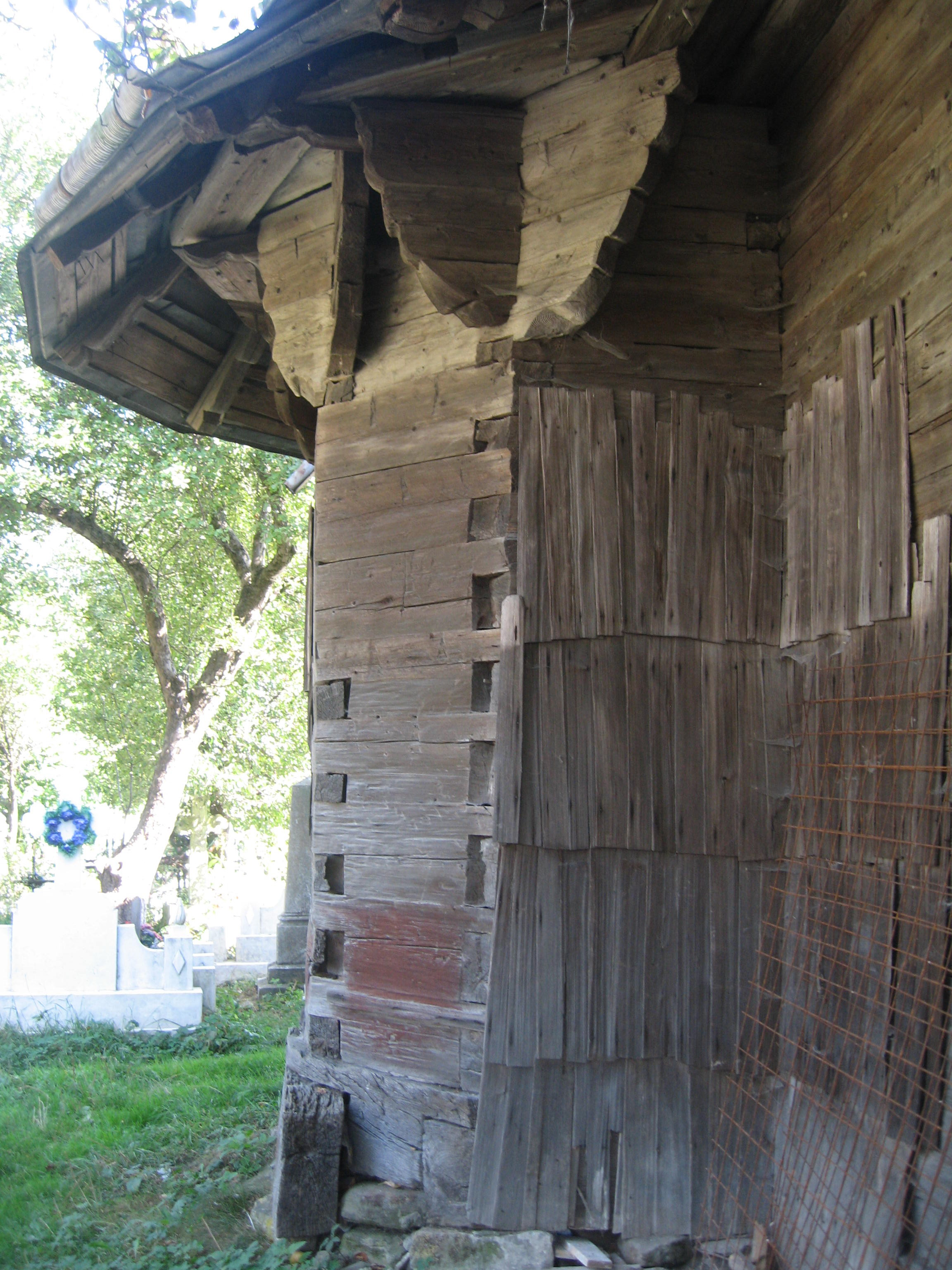
Absida laterală nordică
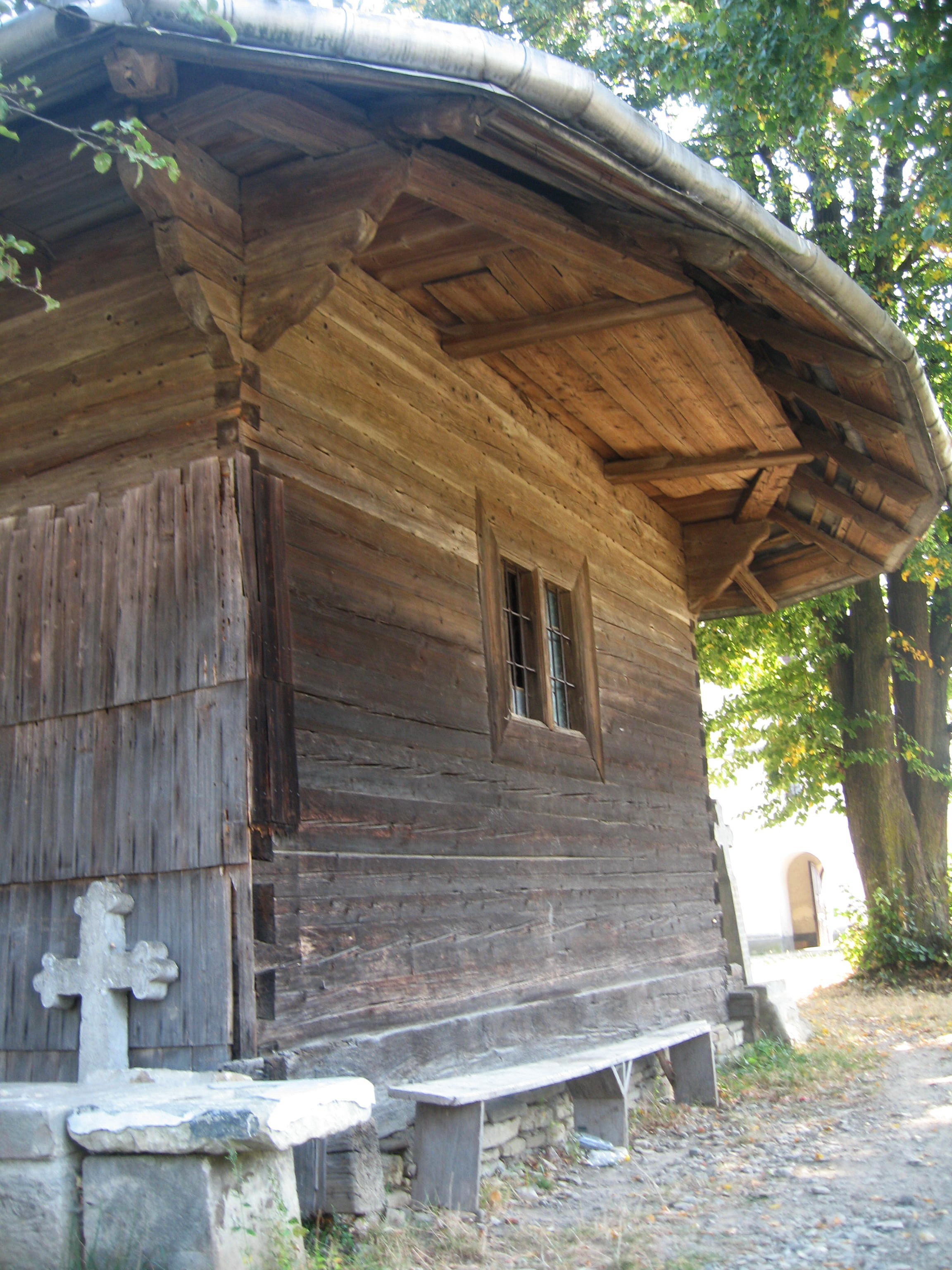
Peretele vestic, streașină și console
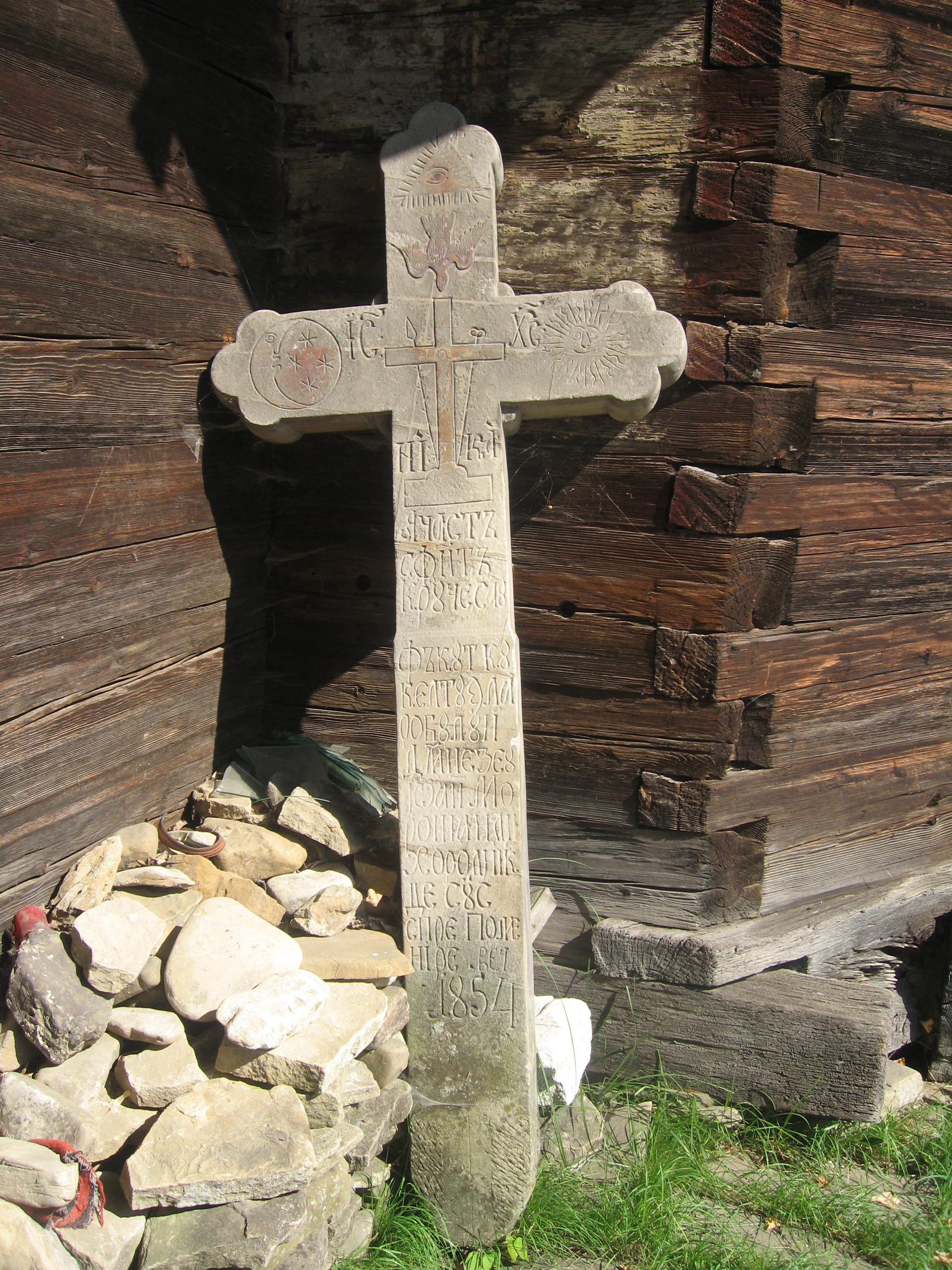
Cruce veche de piatră sprijinită de peretele bisericii (1854)
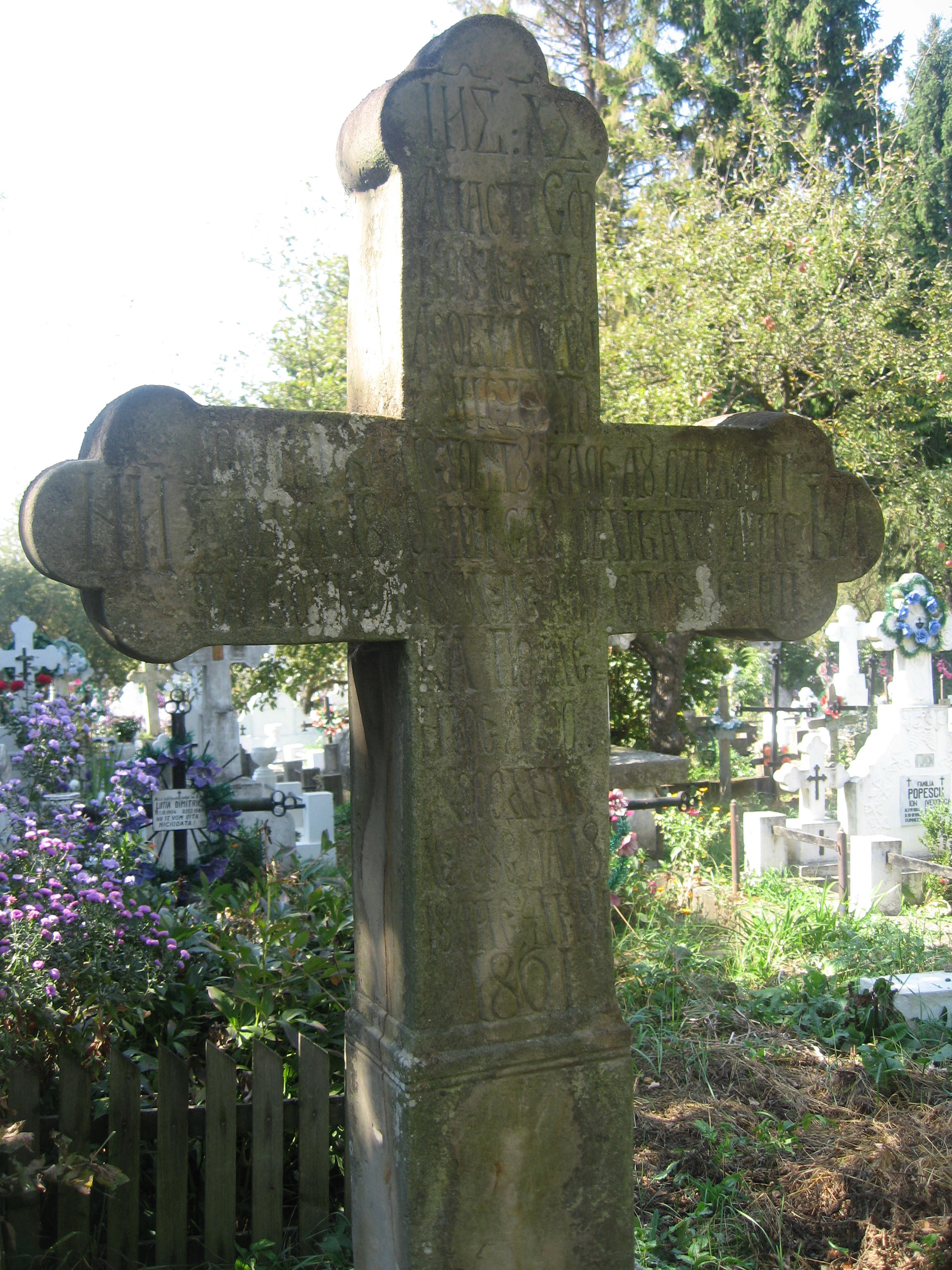
Cruce veche de piatră aflată în curtea bisericii (1861)
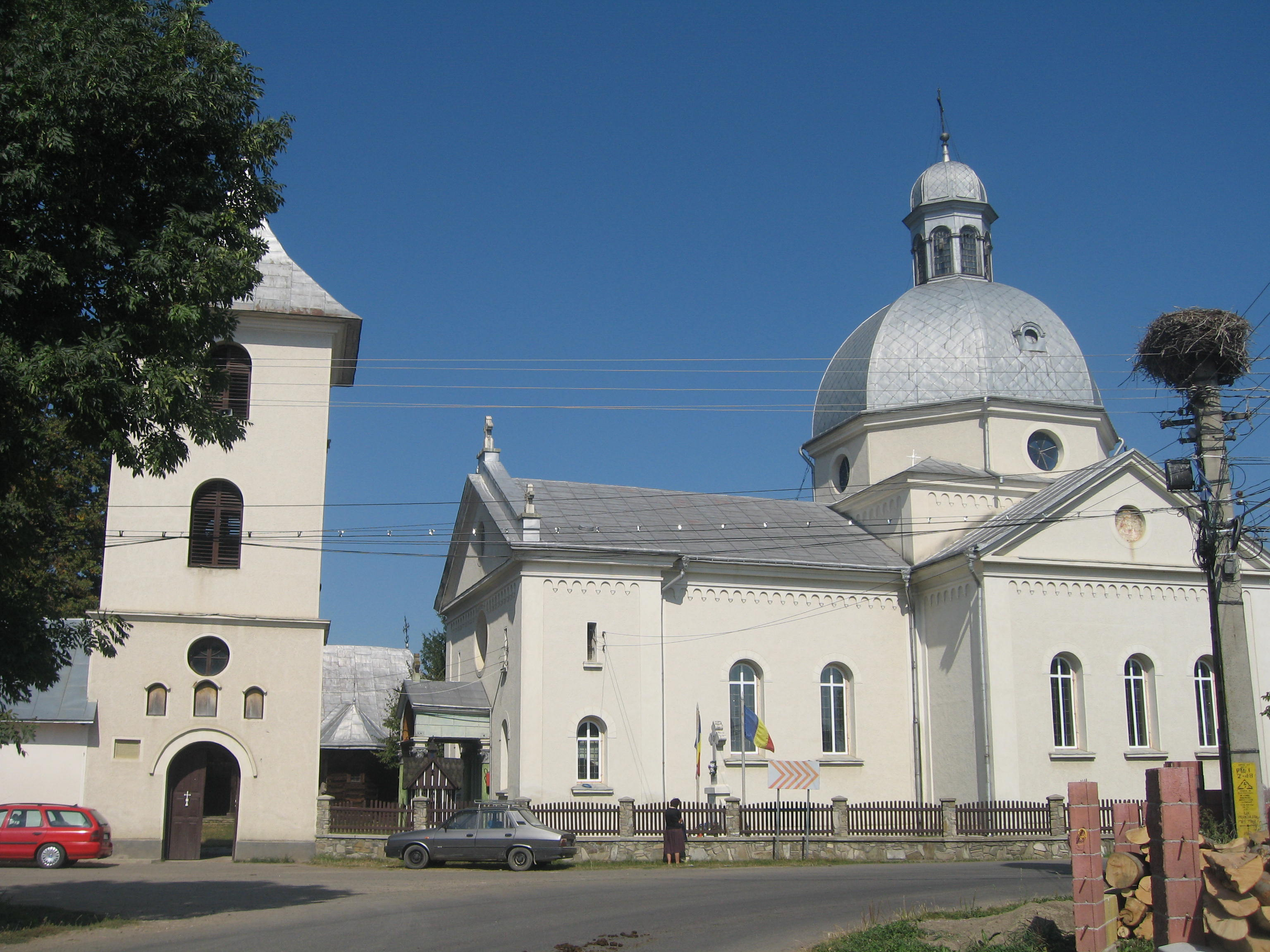
Biserica nouă și turnul clopotniță (în spate se observă biserica de lemn)
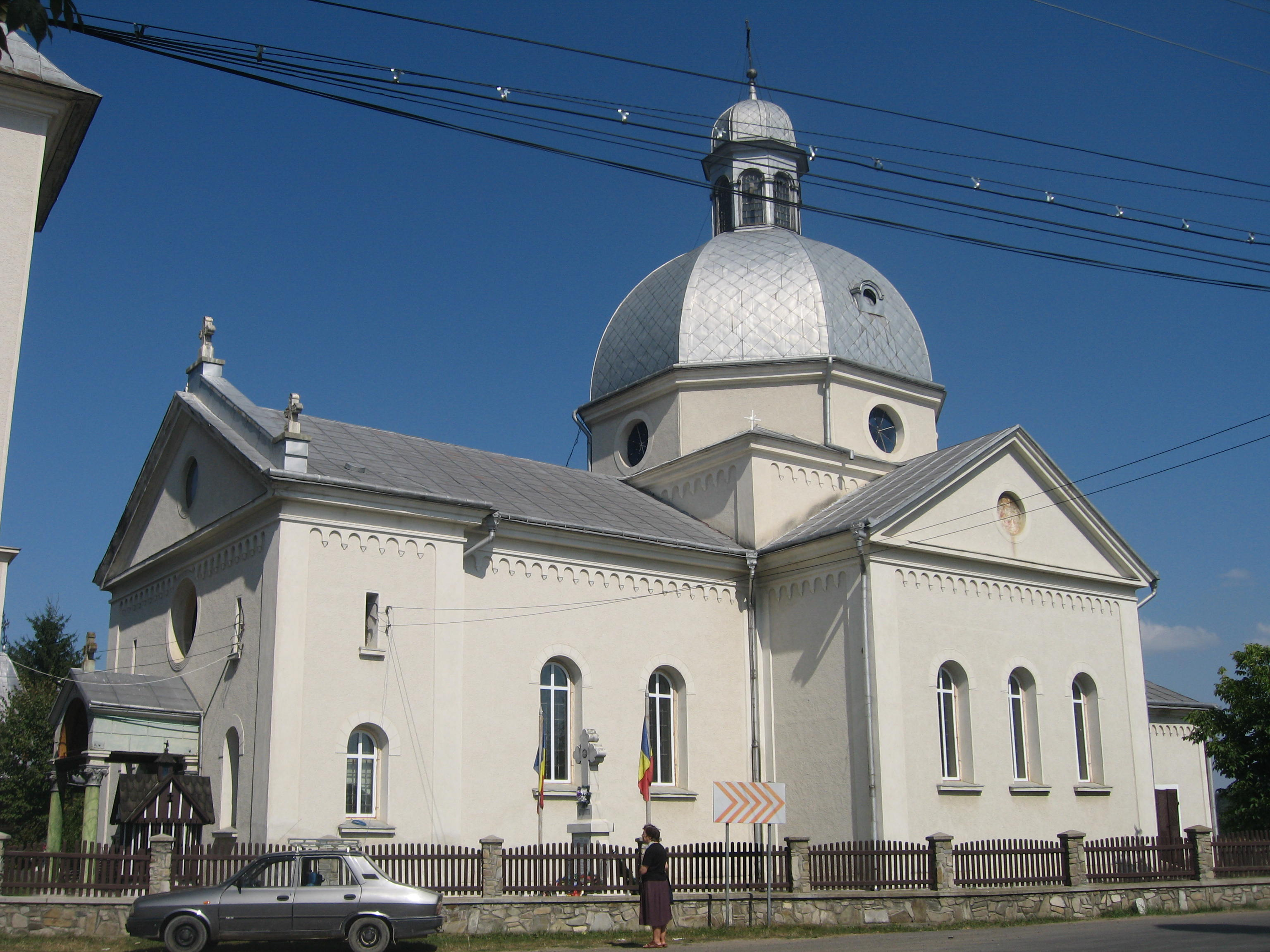
Biserica nouă
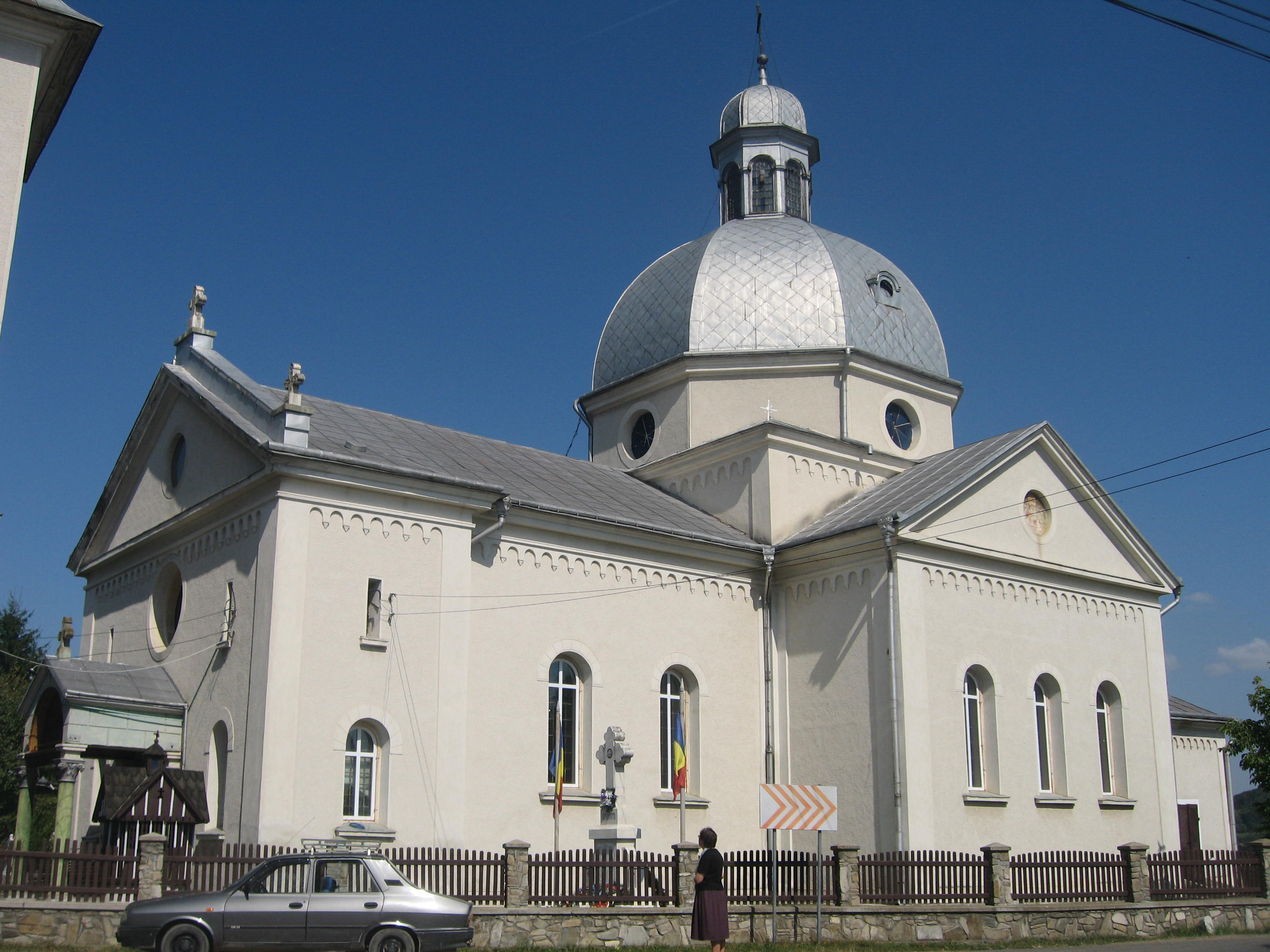
Biserica nouă
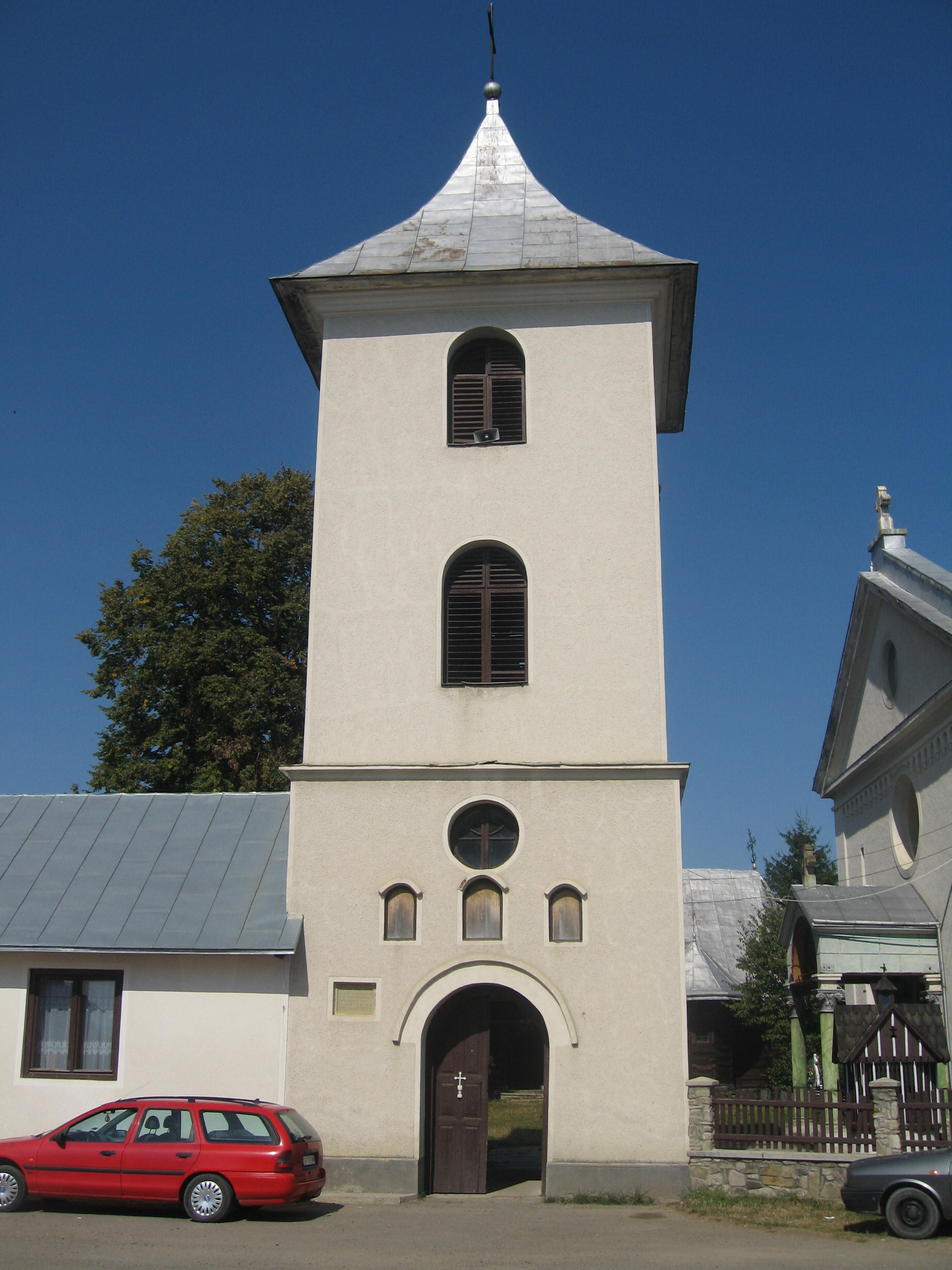
Turnul clopotniță
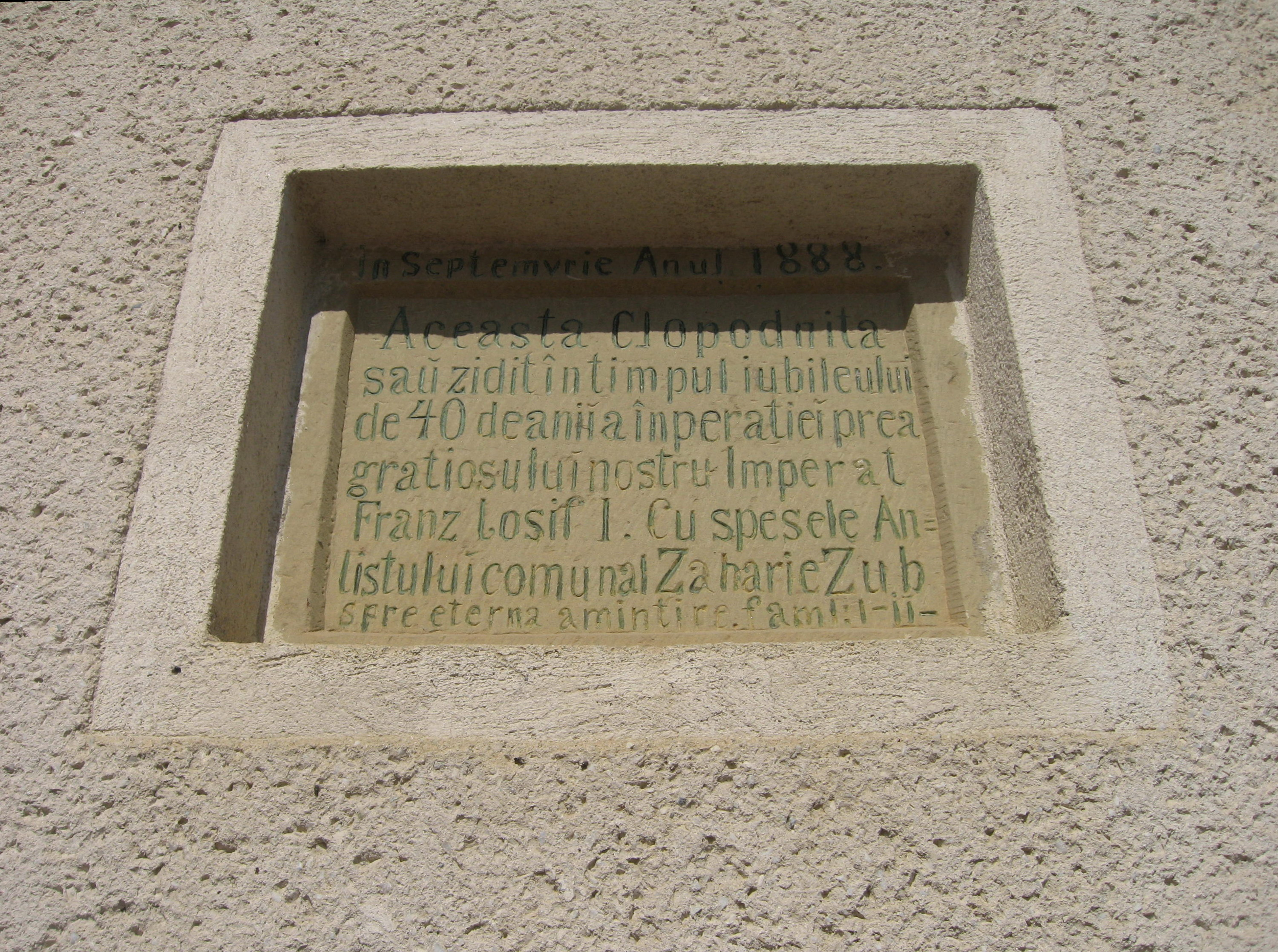
Pisania aflată pe turnul clopotniță
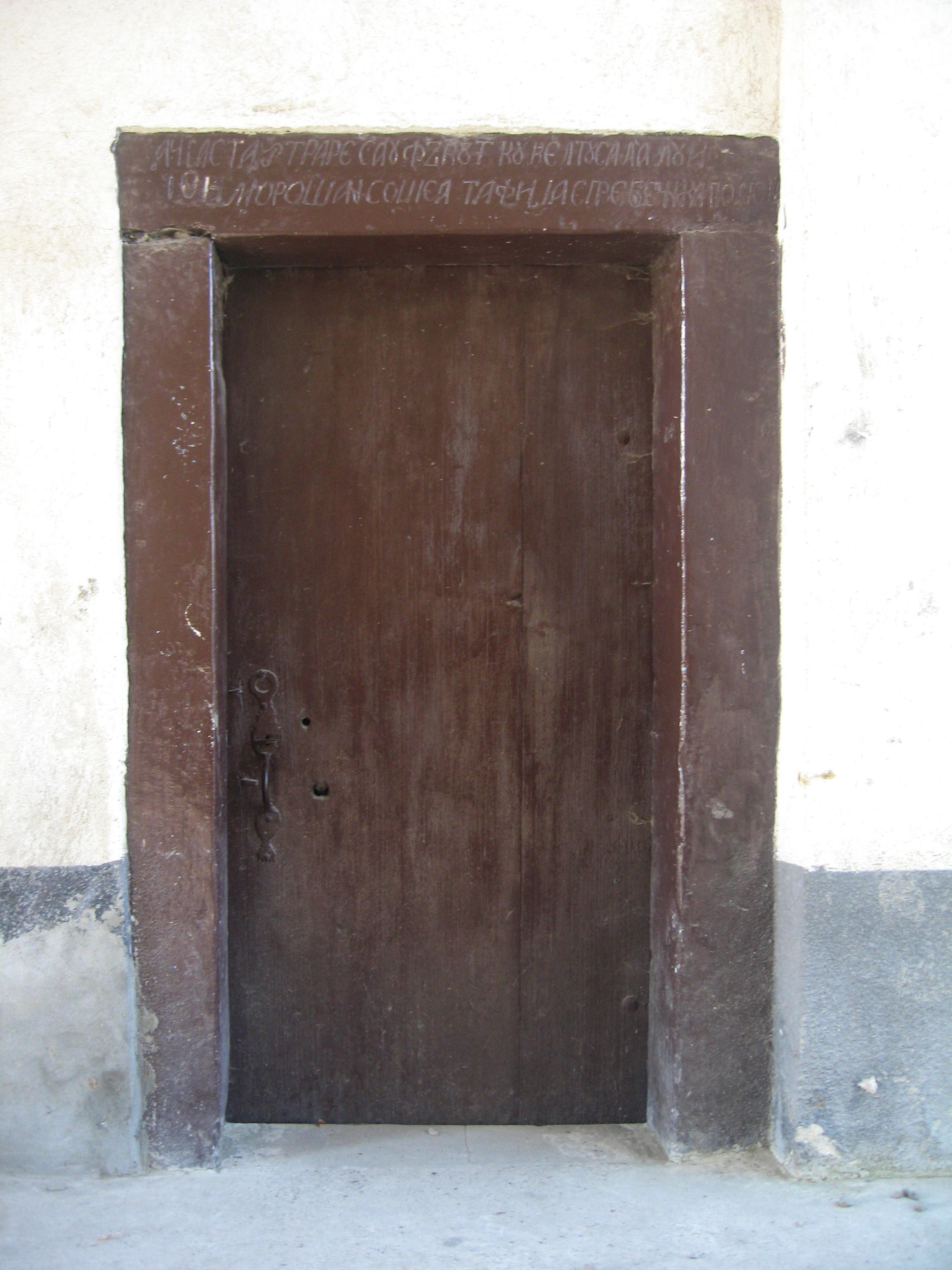
Ușa de intrare în turnul clopotniță
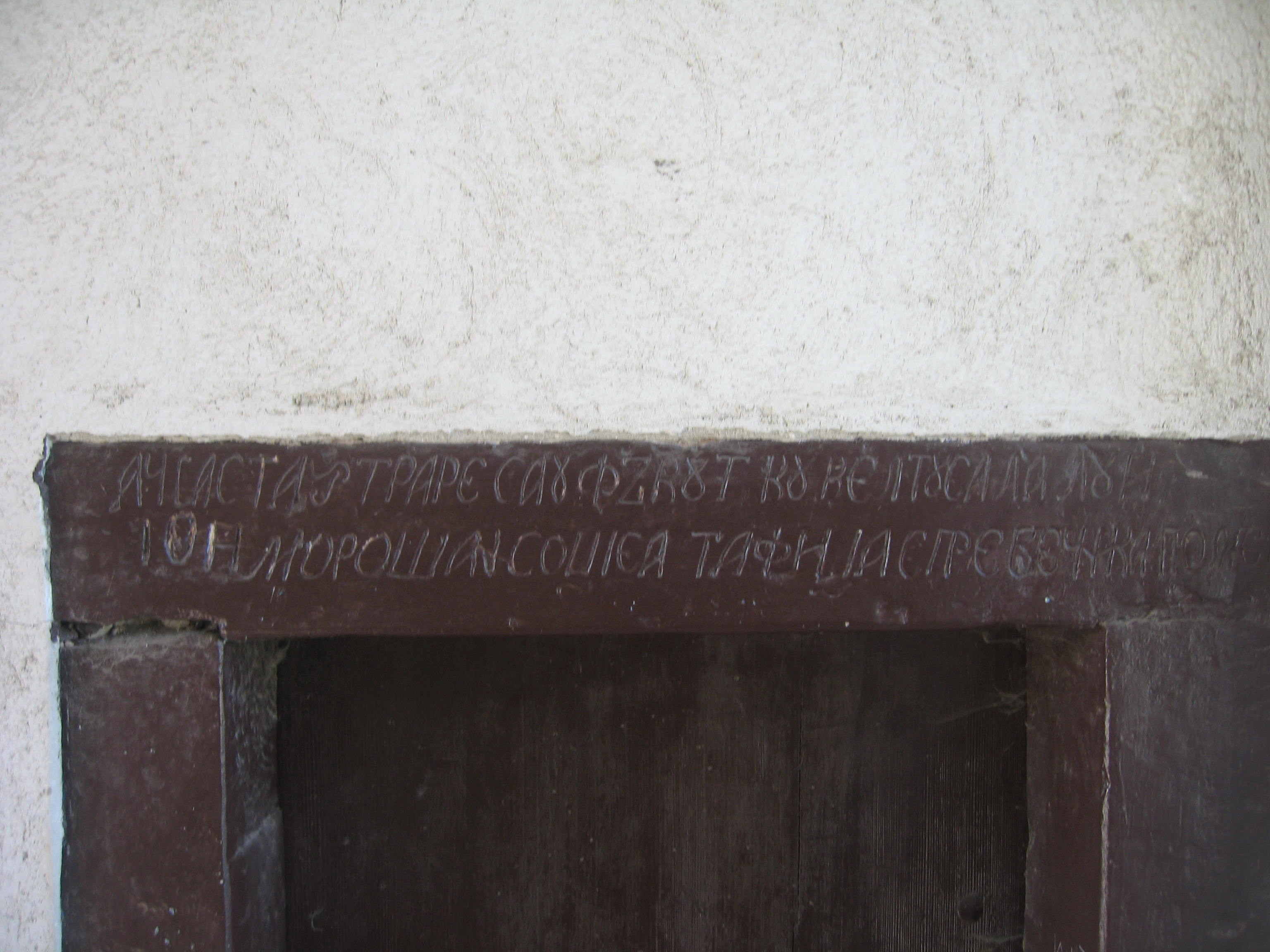
Inscripție cu caractere chirilice pe ancadramentul ușii de intrare în turnul clopotniță